# Aldermaston

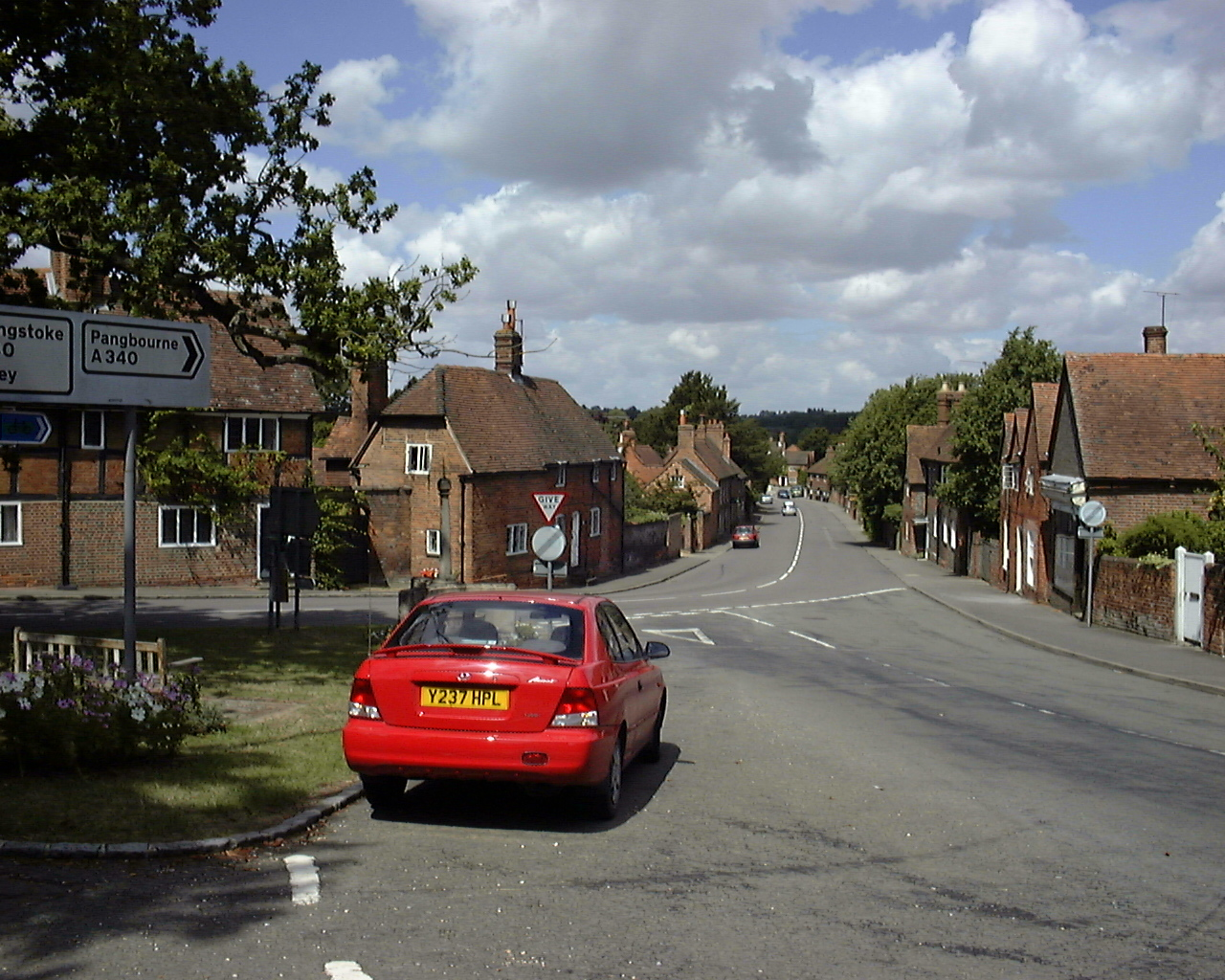
Aldermaston

Aldermaston ist ein Ort in Berkshire in Südengland. Im Jahre 2001 zählte man 921 Einwohner.

## Lage
Der Ort liegt etwa 12 km südwestlich von Reading an der A340, 2 km südlich der A 4. Nach Basingstoke im Süden sind es 15 km und nach Thatcham im Westen 7 km. In der Nähe lag der Stützpunkt RAF Aldermaston aus dem Zweiten Weltkrieg. Ab 1950 errichtete man dort das Atomic Weapons Establishment.

## Ereignisse
An Ostern des Jahres 1958 fand der erste Ostermarsch der Geschichte unter dem Motto „Ban the bomb“ von London zum 83 Kilometer entfernten Atomforschungszentrum Aldermaston statt. Er dauerte vier Tage.

## Sehenswertes
In der örtlichen Kirche befinden sich Abbildungen aus Alabaster von Sir George Forster († 1526) und seiner Frau Elizabeth. An den Seiten findet man unter gotischem Gewölbe kleinere Statuen seiner 11 Söhne und 8 Töchter.